# Kötter Unternehmensgruppe
Die Kötter Unternehmensgruppe (Eigenschreibweise: KÖTTER Unternehmensgruppe) ist ein deutsches Familienunternehmen mit Sitz in Essen. Die Geschäftsfelder erstrecken sich von Sicherheitsdienstleistungen und Sicherheitstechnik über Reinigungs- und Personaldienstleistungen bis zum Gebäudemanagement.
Das Unternehmen beschäftigt rund 14.800 Mitarbeiter an 50 Standorten und erzielte 2023 einen Umsatz von 627 Millionen Euro.

## Geschichte
Die Unternehmensgruppe hat ihren Ursprung im 1934 von Karl Friedrich „Fritz“ Kötter in Wanne-Eickel gegründeten Westdeutschen Wach- und Schutzdienst Fritz Kötter. Nach dem Zweiten Weltkrieg zog das Unternehmen 1954 nach Essen. Nach dem plötzlichen Tod seines Vaters 1957 übernahm Friedrich Karl „Fritz“ Kötter (1937–2015) das von seinem Vater gegründete Unternehmen in Essen mit damals rund 80 Mitarbeitern. Das Unternehmen übernahm Ende der 50er Jahre Aufträge der Deutschen Bundesbahn und stellte Sicherheitsposten. So wurden die ersten Niederlassungen in Köln, Frankfurt am Main und Stuttgart gegründet. Nachdem die Deutsche Bundesbahn entschied, die Sicherungsposten wieder selbst zu stellen, musste Kötter umstrukturieren. Fritz Kötter erweiterte 1966 das bis dahin auf Wach- und Schutzdienste spezialisierte Unternehmen um Sicherheitstechnik und 1970 um Geld- & Wertdienste. Seit 1985 ist Kötter im Bereich Reinigungsdienstleistungen tätig.

### Entwicklung seit 1990
Nach der Wiedervereinigung 1990 gründete Kötter in den neuen Bundesländern 16 Niederlassungen. 1993 stieg mit Friedrich P. Kötter und Martina Kötter die dritte Generation in das Familienunternehmen ein. Im selben Jahr wurde das Unternehmen umstrukturiert und regional eigenständige Unternehmen gegründet, um „vor Ort Kunden- und Mitarbeiternähe zu gewährleisten“. Seitdem wird die Unternehmensgruppe von einem Beirat gesteuert.
In den Folgejahren baute Kötter seine Dienstleistungen weiter aus und wurde im Bereich Justizdienste (1993/1994) sowie mit Kötter Personal Service (1997) in der Zeitarbeit tätig.
1999 gründete das Unternehmen die eigene Aus- und Weiterbildungseinrichtung Kötter Akademie und schloss die Notruf- und Service-Leitstellen zum Kötter Net zusammen, um bundesweit Alarmmeldungen zentral zu bearbeiten. Seit 2001 ist die Unternehmensgruppe mit Sicherheitsdiensten an Flughäfen tätig.
Darüber hinaus gründete das Familienunternehmen 2007 mit der Terapon Consulting eine Beratungsgesellschaft zur Erste-Hilfe-Behandlung von Traumata.
Im Krisen- und Notfallmanagement unterstützt die zu Kötter gehörende German Business Protection seit 2012 unter anderem Medienunternehmen bei der Evaluierung von Krisengebieten vor Recherchereisen.
2014 erwarb Kötter den Sicherheitsdienstleister OSD Schäfer von der EnBW sowie Teile des Geschäftsfeldes Security Services von ISS Facility Services, unter anderem im Bereich Wachdienst und Service- und Notrufleitstellen. Im September 2018 gab Kötter die Übernahme der Arndt-Gruppe mit Sitz in Fürth bekannt, abhängig war die Übernahme von der Zustimmung des Bundeskartellamt. Im Oktober 2018 gab das Bundeskartellamt die Zustimmung zur Übernahme ab.

## Unternehmensbereiche
Die Unternehmensgruppe Kötter ist in die drei Sparten Security, Cleaning, Personal Services gegliedert. Der Bereich Facility Services bündelt dabei die Dienstleistungen der anderen Bereiche zu Branchenlösungen, z. B. Automotive oder ÖPV.
Der Bereich Aviation Security war wiederholt wegen mangelhafter Personalplanung, schlecht ausgebildetem Personal und langen Warteschlangen im Bereich der Flugsicherheit in verschiedenen Flughäfen in der Kritik.

## Rechtsstreit mit Ver.di
Nachdem Kötter einen Rechtsstreit gegen Ver.di im Wert von 112.500 € verloren hat, ist das Unternehmen seit dem 1. Juni 2020 nicht mehr Auftragnehmer am Düsseldorfer Flughafen.